# Glena zweifeli
Glena zweifeli là một loài bướm đêm trong họ Geometridae.